# Вакуф (село)
Ва́куф (мак. Вакуф) — село у Північній Македонії, входить до складу общини Кратово Північно-Східного регіону.
Населення — 122 особи (перепис 2002) в 47 господарствах.

## Географія
Вакуф це невелике селище, розташоване на захід від міста Кратово, недалеко від узбережжя річки Крива.

## Історія
У 19 столітті Вакуф було болгарським селом Османської імперії. Згідно зі статистикою Васила Кинчова (Македонська етнографія та статистика) 1900 року Вакуф мало 148 жителів, всі болгари-християни.
На початку 20 століття село було під владою Болгарської екзахії. За словами секретаря екзаху Димитара Мішева («La Macédoine et sa Population Chrétienne») в 1905 році Вакуф мало 128 болгар-екзархістів і 30 циган.
У 1913 році село знаходилося в межах Сербії.